# 帕魯郡政府
帕魯郡政府（英語：Shire of Paroo）是澳大利亞昆士蘭州西南部的地方政府，轄境有47,647平方公里。2003年預估，當地居民有2,180人。帕魯郡的主要產業為放牧；蛋白石於部份地區尚開採中。